# تيغيست أسيفا
تيغست أسيفا تيسيما (الأمهرية : ትእግስት አሰፋ ؛ أورومو : Tigist Asaffaa Tasammaa ؛ من مواليد 3 ديسمبر 1996) هي عداءة مسافات طويلة إثيوبية وحاملة الرقم القياسي العالمي السابق في الماراثون النسائي. فازت باثنين من بطولات الماراثون العالمية الكبرى، وكلاهما في برلين. تحولت تيغيست المتخصصة السابقة في سباق 800 متر، إلى سباقات الطرق في عام 2018 وأجرت أول ماراثون لها عام 2022.